# Chris Jolles
 (janvier 2019).
Chris Jolles, née le 23 novembre 1963 à Enschede, est une actrice néerlandaise.

## Filmographie

### Cinéma et téléfilms
- 1989 : Ongedaan gedaan (nl) : Diane
- 1994 : Onderweg naar Morgen : Docteur Luciel Starrenburg
- 1994-1998 : Goede tijden, slechte tijden : Dian van Houten-Alberts
- 1998 : 12 steden, 13 ongelukken (nl) : Gerda den Brock
- 2000 : Baantjer : Diane de Wilde
- 2004 : Missie Warmoesstraat (nl) :  Majanka Vederhof